# Valín (Balmonte)
Valín (oficialmente y en asturiano: El Valín) es una casería de la parroquia de Balmonte, concejo de Castropol, en la comarca del Eo-Navia, Principado de Asturias, España.